# Balibegovići
Balibegovići är en ort i Bosnien och Hercegovina.   Den ligger i entiteten Federationen Bosnien och Hercegovina, i den centrala delen av landet, 16 kilometer nordväst om huvudstaden Sarajevo. Balibegovići ligger 439 meter över havet och antalet invånare är 110.
Terrängen runt Balibegovići är huvudsakligen kuperad. Balibegovići ligger nere i en dal. Runt Balibegovići är det ganska tätbefolkat, med 93 invånare per kvadratkilometer.. Närmaste större samhälle är Sarajevo, 16,1 kilometer sydost om Balibegovići. 
Omgivningarna runt Balibegovići är en mosaik av jordbruksmark och naturlig växtlighet.